# Ortved
Ortved – miasto w Danii, w regionie Zelandia, w gminie Ringsted.